# Seznam předsedů Senátu Parlamentu Itálie
Toto je seznam předsedů horní komory Parlamentu Itálie od období Sardinského království, v němž tento úřad vznikl, až do současnosti. 
Současným předsedou 17. zasedání Senátu Parlamentu Itálie je od 16. března 2013  Pietro Grasso.

## Sardinské království (1848–1860)
| Předseda                   | Od   | Do   | Poznámka |
| -------------------------- | ---- | ---- | -------- |
| 1. zasedání                |      |      |          |
| Gaspare Coller             | 1848 | 1848 |          |
| 2. zasedání                |      |      |          |
| Giuseppe Manno             | 1849 | 1849 |          |
| 3. zasedání                |      |      |          |
| Giuseppe Manno             | 1849 | 1849 |          |
| 4. zasedání                |      |      |          |
| Giuseppe Manno             | 1849 | 1853 |          |
| 5. zasedání                |      |      |          |
| Giuseppe Manno             | 1853 | 1855 |          |
| Cesare Alfieri di Sostegno | 1855 | 1857 |          |
| 6. zasedání                |      |      |          |
| Cesare Alfieri di Sostegno | 1857 | 1860 |          |
| 7. zasedání                |      |      |          |
| Cesare Alfieri di Sostegno | 1860 | 1860 |          |

## Italské království (1861–1946)
| Předseda                       | Od   | Do   | Poznámka       |
| ------------------------------ | ---- | ---- | -------------- |
| 8. zasedání                    |      |      |                |
| Ruggero Settimo                | 1861 | 1863 | zemřel v úřadu |
| Federico Sclopis               | 1863 | 1864 |                |
| Giuseppe Manno                 | 1864 | 1865 |                |
| 9. zasedání                    |      |      |                |
| Gabrio Casati                  | 1865 | 1867 |                |
| 10. zasedání                   |      |      |                |
| Gabrio Casati                  | 1867 | 1870 |                |
| 11. zasedání                   |      |      |                |
| Vincenzo Fardella di Torrearsa | 1870 | 1874 |                |
| 12. zasedání                   |      |      |                |
| Luigi Des Ambrois              | 1874 | 1874 | zemřel v úřadu |
| Giuseppe Pasolini              | 1874 | 1876 |                |
| 13. zasedání                   |      |      |                |
| Sebastiano Tecchio             | 1876 | 1880 |                |
| 14. zasedání                   |      |      |                |
| Sebastiano Tecchio             | 1880 | 1882 |                |
| 15. zasedání                   |      |      |                |
| Sebastiano Tecchio             | 1882 | 1884 |                |
| Giacomo Durando                | 1884 | 1886 |                |
| 16. zasedání                   |      |      |                |
| Giacomo Durando                | 1886 | 1887 |                |
| Domenico Farini                | 1887 | 1890 |                |
| 17. zasedání                   |      |      |                |
| Domenico Farini                | 1890 | 1892 |                |
| 18. zasedání                   |      |      |                |
| Domenico Farini                | 1892 | 1895 |                |
| 19. zasedání                   |      |      |                |
| Domenico Farini                | 1895 | 1897 |                |
| 20. zasedání                   |      |      |                |
| Domenico Farini                | 1897 | 1898 |                |
| Giuseppe Saracco               | 1898 | 1900 |                |
| 21. zasedání                   |      |      |                |
| Giuseppe Saracco               | 1900 | 1904 |                |
| 22. zasedání                   |      |      |                |
| Tancredi Canonico              | 1904 | 1908 | zemřel v úřadu |
| Giuseppe Manfredi              | 1908 | 1909 |                |
| 23. zasedání                   |      |      |                |
| Giuseppe Manfredi              | 1909 | 1913 |                |
| 24. zasedání                   |      |      |                |
| Giuseppe Manfredi              | 1913 | 1918 | zemřel v úřadu |
| Adeodato Bonasi                | 1918 | 1919 |                |
| 25. zasedání                   |      |      |                |
| Tommaso Tittoni                | 1919 | 1921 |                |
| 26. zasedání                   |      |      |                |
| Tommaso Tittoni                | 1921 | 1924 |                |
| 27. zasedání                   |      |      |                |
| Tommaso Tittoni                | 1924 | 1929 |                |
| 28. zasedání                   |      |      |                |
| Luigi Federzoni                | 1929 | 1934 |                |
| 29. zasedání                   |      |      |                |
| Luigi Federzoni                | 1934 | 1939 |                |
| 30. zasedání                   |      |      |                |
| Giacomo Suardo                 | 1939 | 1943 |                |
| Paolo Thaon di Revel           | 1943 | 1944 |                |
| Pietro Tomasi Della Torretta   | 1944 | 1946 |                |

## Italská republika (1948-)
| Předseda                    | Od                | Do                | Poznámka                     |
| --------------------------- | ----------------- | ----------------- | ---------------------------- |
| 1. zasedání                 |                   |                   |                              |
| Ivanoe Bonomi               | 8. května 1948    | 20. dubna 1951    | zemřel v úřadu               |
| Enrico De Nicola            | 28. dubna 1951    | 24. června 1952   | rezignoval                   |
| Giuseppe Paratore           | 26. června 1952   | 23. března 1953   | rezignoval                   |
| Luigi Gasparotto            | 24. března 1953   | 25. března 1953   | rezignoval                   |
| Meuccio Ruini               | 25. března 1953   | 24. června 1953   |                              |
| 2. zasedání                 |                   |                   |                              |
| Cesare Merzagora            | 25. června 1953   | 11. června 1958   |                              |
| 3. zasedání                 |                   |                   |                              |
| Cesare Merzagora            | 12. června 1958   | 15. května 1963   |                              |
| 4. zasedání                 |                   |                   |                              |
| Cesare Merzagora            | 16. května 1963   | 7. listopadu 1967 | rezignoval                   |
| Ennio Zelioli-Lanzini       | 8. listopadu 1967 | 4. června 1968    |                              |
| 5. zasedání                 |                   |                   |                              |
| Amintore Fanfani            | 5. června 1968    | 24. května 1972   |                              |
| 6. zasedání                 |                   |                   |                              |
| Amintore Fanfani            | 25. května 1972   | 26. června 1973   | rezignoval                   |
| Giovanni Spagnolli          | 27. června 1973   | 4. července 1976  |                              |
| 7. zasedání                 |                   |                   |                              |
| Amintore Fanfani            | 5. července 1976  | 19. června 1979   |                              |
| 8. zasedání                 |                   |                   |                              |
| Amintore Fanfani            | 20. června 1979   | 1. prosince 1982  | rezignoval, zvolen premiérem |
| Tommaso Morlino             | 9. prosince 1982  | 6. května 1983    | zemřel v úřadu               |
| Vittorino Colombo           | 12. května 1983   | 11. července 1983 |                              |
| 9. zasedání                 |                   |                   |                              |
| Francesco Cossiga           | 12. července 1983 | 24 June 1985      | zvolen prezidentem republiky |
| Amintore Fanfani            | 9. července 1985  | 17. dubna 1987    | rezignoval, zvolen premiérem |
| Giovanni Francesco Malagodi | 22. dubna 1987    | 1 July 1987       |                              |
| 10. zasedání                |                   |                   |                              |
| Giovanni Spadolini          | 2. července 1987  | 22. dubna 1992    |                              |
| 11. zasedání                |                   |                   |                              |
| Giovanni Spadolini          | 24. dubna 1992    | 14. dubna 1994    |                              |
| 12. zasedání                |                   |                   |                              |
| Carlo Scognamiglio Pasini   | 16. dubna 1994    | 8. května 1996    |                              |
| 13. zasedání                |                   |                   |                              |
| Nicola Mancino              | 9. května 1996    | 29. května 2001   |                              |
| 14. zasedání                |                   |                   |                              |
| Marcello Pera               | 30. května 2001   | 27. dubna 2006    |                              |
| 15. zasedání                |                   |                   |                              |
| Franco Marini               | 29. dubna 2006    | 28. dubna 2008    |                              |
| 16. zasedání                |                   |                   |                              |
| Renato Schifani             | 29. dubna 2008    | 16. března 2013   |                              |
| 17. zasedání                |                   |                   |                              |
| Pietro Grasso               | 16. března 2013   | úřadující         |                              |